# Browningia
Browningia – rodzaj roślin z rodziny kaktusowatych obejmujący 11 znanych gatunków. Gatunkiem typowym jest B. candelaris (Meyen) Britton & Rose.

## Systematyka
Synonimy
Azureocereus Akers & H. Johnson, Gymnocereus Rauh & Backeb.
Pozycja systematyczna według APweb (aktualizowany system APG III z 2009)
Należy do rodziny kaktusowatych (Cactaceae) Juss., która jest jednym z kladów w obrębie rzędu goździkowców (Caryophyllales) i klasy roślin okrytonasiennych. W obrębie kaktusowatych należy do plemienia Browningieae, podrodziny Cactoideae.
Pozycja w systemie Reveala (1993-1999)
Gromada okrytonasienne (Magnoliophyta Cronquist), podgromada Magnoliophytina Frohne & U. Jensen ex Reveal, klasa Rosopsida Batsch, podklasa goździkowe (Caryophyllidae Takht.), nadrząd Caryophyllanae Takht., rząd goździkowce (Caryophyllales Perleb), podrząd Cactineae Bessey in C.K. Adams, rodzina kaktusowate (Cactaceae Juss.), rodzaj Browningia Britton & Rose).
Gatunki
- Browningia albiceps F.Ritter
- Browningia altissima (F.Ritter) Buxb.
- Browningia amstutziae (Rauh & Backeb.) Hutchison ex Krainz
- Browningia candelaris (Meyen) Britton & Rose
- Browningia chlorocarpa (Kunth) W.T.Marshall
- Browningia columnaris F.Ritter
- Browningia hernandezii Fern.Alonso
- Browningia hertlingiana (Backeb.) Buxb
- Browningia microsperma (Werd. & Backeb.) Borg
- Browningia pilleifera (F.Ritter) Hutchison
- Browningia viridis (Rauh & Backeb.) Buxb.